# 聖瑪麗亞 (佛得角)

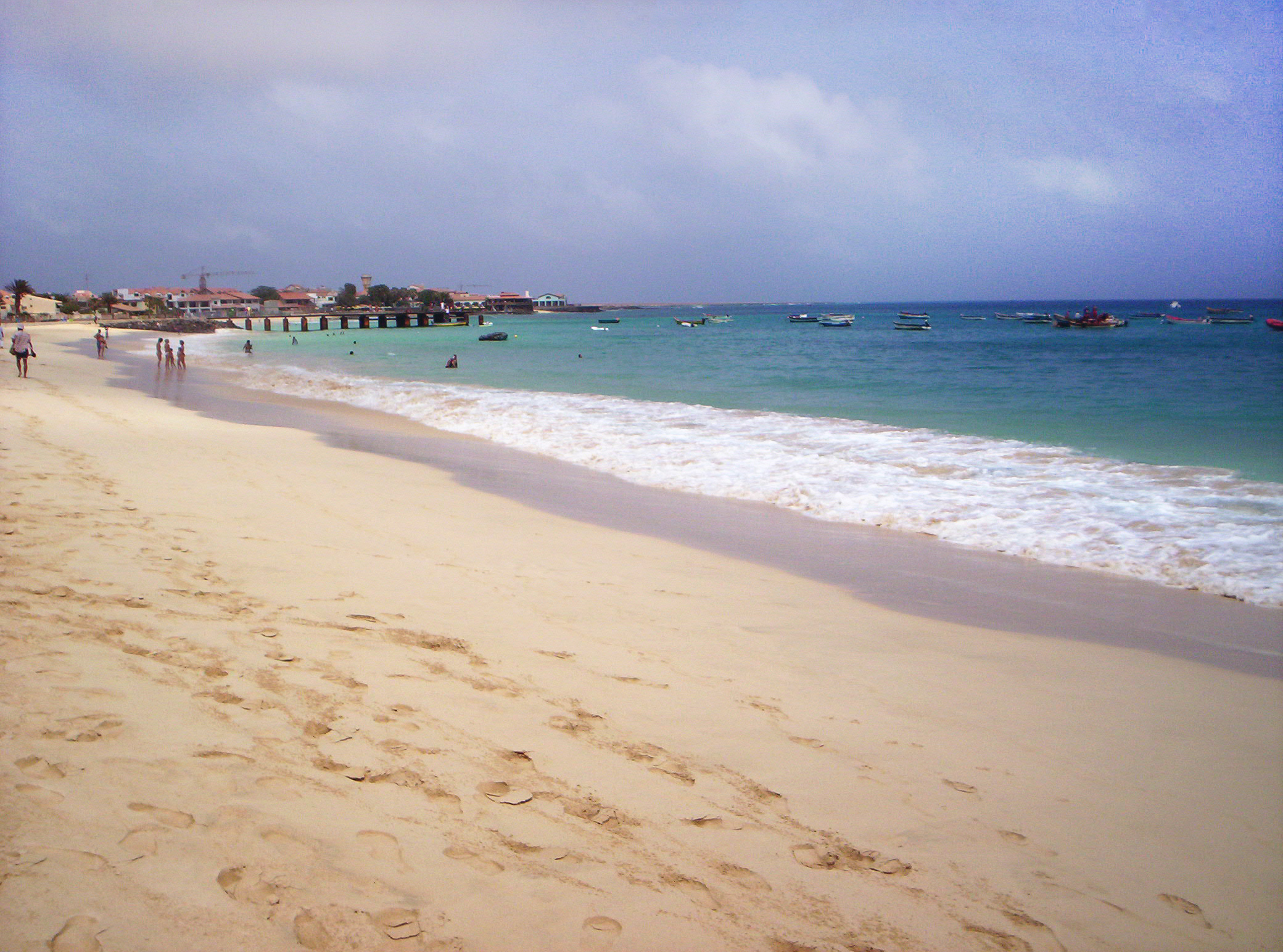
聖瑪麗亞

聖瑪麗亞是佛得角的城市，由薩爾縣負責管轄，位於向風群島的薩爾島南部，距離阿米爾卡·加布拉爾國際機場24公里，每年平均降雨量277毫米，2010年人口25,779。

## 外部連結
- Santa Maria Photos from Santa Maria